# 愛神一號
《愛神一號》是1985年上映的一齣香港愛情電影，由林嶺東執導，葉蒨文、鄭浩南和陳家奇主演，為鄭浩南的出道作。劇情講述富家女May意外登上一艘前往泰國為期十天的小船「愛神一號」的故事。鄭浩南憑本片入圍第5屆香港電影金像獎最佳新人提名。

## 劇情
嬌生慣養的富家女孩May（葉蒨文 飾）在前往訂婚的路上車子拋錨。May試圖截下往來的汽車求助，無意中導致一輛載著羅國強（鄭浩南 飾）和他女朋友的汽車衝出馬路溜下山坡。羅國強非常生氣，威脅說如果再見面會殺了她。那天晚上，他們以一個雙方都始料不及的方式相遇──May在派對上喝醉後掉下海，她在掙扎間意外爬上了羅國強的遊艇「愛神一號」，在毫不知情的羅國強的帶領下前往泰國。等到清醒的May和羅國強碰面時，已經來不及把遊艇調回去。這對互不相容的冤家在十天的航程間漸漸開始變得友好，並互生情愫，羅國強在不知道May已經訂婚的情況下愛上了她。十天後，他們因為沒有護照等原因在泰國被警方羈押，這時候May的未婚夫與羅國強的女友前來解救……

## 人物角色
| 演員   | 角色   |
| 葉蒨文 | May    |
| 鄭浩南 | 羅國強 |
| 陳家奇 | Danny  |
| 左燕翎 | Lou    |
| 黃新   | 王貴權 |
| 陳泉   | 肥陳   |
| 余慕蓮 |        |
| 盧堅   |        |

## 電影歌曲
| 曲別   | 歌曲       | 作曲   | 作詞   | 編曲   | 演唱   |
| ------ | ---------- | ------ | ------ | ------ | ------ |
| 主題曲 | 〈迷惑〉   | 林敏怡 | 林敏驄 | 林敏怡 | 葉蒨文 |
| 插曲   | 〈造夢者〉 | 威林   | 潘源良 | 盧東尼 | 張學友 |

## 獎項
| 年份 | 頒獎典禮            | 獎項     | 獲提名 | 結果 |
| ---- | ------------------- | -------- | ------ | ---- |
| 1986 | 第5屆香港電影金像獎 | 最佳新人 | 鄭浩南 | 提名 |

## 花絮
- 開首衝下山的鈴木Jimny是向老闆黃百鳴所借，原本向黃百鳴提出只是擺放之用，拖了一段時間就交回黃百鳴，黃百鳴發覺車子出現問題，回公司看林嶺東剪片時才發現原來車子被推了下山，黃林二人大笑，最後只好把車子報銷，此小故事亦引用在《八星報喜》的橋段中 (周潤發弄壞黃百鳴的車)。

## 外部連結
- 香港影庫上《愛神一號》的資料（繁體中文）
- 開眼電影網上《愛神一號》的資料（繁體中文）
- 时光网上《愛神一號》的資料（简体中文）
- 豆瓣电影上《愛神一號》的資料 （简体中文）
- 互联网电影数据库（IMDb）上《愛神一號》的资料（英文）
- AllMovie上《愛神一號》的资料（英文）